# 小森法孝
小森 法孝（こもり のりたか、1949年 - ）は、日本のアナウンサー、アクセントトレーナー、機能性構音障害矯正指導者。
富山県出身。富山県立富山中部高等学校卒。
早稲田大学で言語学を学び、文化放送、北日本放送、ラジオきらっとを経て独立後、文化放送のパーソナリティ（こもり三四郎）、TBSスポーツ局ナレーター、日本音調教育研究会代表専門委員。（文化人名録第20版による）
文部科学省特殊学級等教育課程研究会、千代田工科芸術専門学校などで教える。
在京、地方の放送局アナウンス部、自治体の朗読ボランティア講習会などでの指導を多く手掛ける。
筑紫哲也NEWS23でのプロ野球ニュースアナウンス担当。
富山エフエム放送にてアナウンス指導も担当していた。
成人の機能性構音障害矯正治療の第一人者と言われる。

## 著作・論文
- 機能性構音障害矯正指導の手引き
- Genuinely effective remedy for functional articulation disorder
- 標準アクセント演習（日本音調教育研究会）
- 日本語アクセント教室（新水社）
- 歴史的仮名遣い用日本語変換辞書「快適仮名遣ひ」（歴史的仮名遣教室）